# Clem Burke
Clem Burke, född Clement Anthony Bozewski den 24 november 1954 i Bayonne, New Jersey, död 6 april 2025, var en amerikansk trumslagare, känd som medlem i den amerikanska musikgruppen Blondie. Han har även bland annat varit medlem i The Romantics samt spelat och turnerat med bland annat Joan Jett och Iggy Pop. 1987 gjorde Burke två spelningar med punkgruppen Ramones, under namnet Elvis Ramone.
Burke avled den 6 april 2025 av cancer.